# Marcelle Joignet
Marcelle Marie Alice Joignet (née en 1897 à Tours et décédée en 1985) est une femme de lettres, ayant reçu le prix de l’Académie française pour deux de ses œuvres. Elle est aussi secrétaire générale de la Société Littéraire et artistique de La Touraine (SLAT).

## Biographie
Marcelle Joignet, est née à Tours le 20 janvier 1897. Son père, Paul Joignet, est camionneur (il est dit « facteur de ville » en 1936, puis livreur en 1942). Sa mère, Ernestine Alice Moreau, est couturière. Ses parents se sont mariés en 1894 à Levroux (Indre). Ils ont un premier fils, Paul, né en 1895. La famille habite alors 90 rue Victor Hugo à Tours.  
En 1906, la famille est installée 74 rue des Docks à Tours. En 1907, le couple achète une maison avec jardin dans le même quartier de La Fuye, 3 rue des Guetteries à Tours. Marcelle continue de vivre avec ses parents. Elle hérite de la maison rue des Guetteries après leur mort (sa mère en 1936 puis son père en 1942) et y habite toujours en 1956. Elle est célibataire et exerce la profession de publiciste.
Elle décède à Tours le 5 janvier 1985.

## Parcours littéraire

### Premiers travaux
Dès 1927, Marcelle Joignet rédige un texte de conférence sur La Duchesse de Duras et le préromantisme en Touraine qui sera publié aux Éditions du Jardin de La France.

### Poésie
Elle est l’auteur de recueils de poésie : La Rivière d'argent (1926), Jeanne d’Arc (1929), La Danse des provinces françaises (1931), Vive l’été joyeux (1936), Le Jardin de l’archevêché (1937), Notre dame de Pologne (1940).

### Comédies
Elle écrit de nombreuses comédies courtes répertoriées à la Société des auteurs et compositeurs[Laquelle ?]. La Corbeille de Nice, Les Aoûtats (vers 1936), Parlez Français, mon Gendre ! et La Limite d'âge sont jouées en un acte. La Reine de Bois-Gentil et Le Moulin Maudit sont des comédies de deux ou trois actes pour Dames et jeunes filles[réf. nécessaire]. Elle écrit également de petites saynètes pour les enfants. La Maman du Petit Prince est jouée et chantée. Pivoine est une composition humoristique destinée à être jouée par des enfants. Elle présente trois personnages de 10 à 12 ans qui évoluent en un acte.

### Théâtre
Elle écrit plusieurs pièces de théâtre dont Catherinette (comédie, 1934), Quelle barbe !, comédie en un acte, créée en 1937, Les Fiançailles d’Héliette (1929), pièce historique en vers sur le passage de Jeanne d’Arc dans la ville de Tours, La Solitude de Monsieur Descartes, pièce en un acte et en vers représentée à Tours en 1937 et à Paris en 1938, etc.

## Notoriété littéraire
Elle reçoit plusieurs prix littéraires locaux pour ses œuvres. Son travail est récompensé en 1950 par le Prix Paul Hervieu de l’Académie française, pour La solitude de M. Descartes. Puis en 1961, elle reçoit le Prix Auguste Capdeville de l’Académie française pour son livre Touraine un soir de Juin. Elle officie elle-même en tant que jury de concours littéraires, dont celui de l'Académie des Jeux floraux en 1956.
Elle est officier des palmes académiques, membre de la Société des gens de lettres et de la Société des auteurs dramatiques. Elle appartient au courant régionaliste de l'École de la Loire.

## Œuvres
Elle a publié de nombreux ouvrages, dont :

### Comédies
- Catherinette (comédie en un acte en prose). C. Vaubaillon éditeur.
- La Solitude de Monsieur Descartes (pièce en un acte et en vers). Éditions théâtrales, 1940.

### Comédies dramatiques
- L'Escalier du Monastère (comédie en deux actes). Première représentation le 8 février 1931 à Tours. C. Vaubaillon éditeur.

### Comédies pour enfants et jeunes gens
- La Corbeille de Nice (saynète en un acte pour fillettes). Éditions Ambérieu-en Bugey, Éditions musicales Arc-en-ciel.
- La Maman du Petit Prince (saynète jouée et chantée en un acte pour les enfants). Éditions Ambérieu-en Bugey, Éditions musicales Arc-en-ciel.
- La Reine de Bois-Gentil (comédie en trois actes et quatre tableaux pour jeunes filles). C. Vaubaillon éditeur.
- La Limite d'âge (comédie en un acte). Éditions Ambérieu-en Bugey, Éditions musicales Arc-en-ciel.
- Le Lieutenant ne sait pas nager (sketch comique en 1 acte). C. Vaubaillon éditeur.
- Quelle barbe ! (comédie en un acte co-écrite avec André Chenal), créée en 1937.
- La Solitude de Monsieur Descartes (Pièce de théâtre en un acte et en vers). Les Éditions Théâtrales. Bibliothèque de la Société des auteurs et compositeurs dramatiques. Juillet 1940.

### Recueils de poésie
- La Rivière d'argent (1926), Éditions du Jardin de la France, 1926. Prix de la Rose d'Or aux Jeux floraux de Touraine
- Jeanne d’Arc (1929),
- La Danse des provinces françaises (1931),
- Vive l’été joyeux (1936),
- Le Jardin de l’archevêché (1937),
- Notre dame de Pologne (1940)

### Chronique posthume
- Horace Hennion, Hommages et Souvenirs, L'Écho de Touraine, 3 octobre 1952.

### Roman jeunesse
- Le Clown et la Rose (1962), Éditions Magnard

## Prix et distinctions
- Prix de l’Académie française[8] :
  - Prix Paul Hervieu pour La solitude de M. Descartes (1950)
  - Prix Auguste Capdeville pour Touraine un soir de Juin (1961)
- Officier des palmes académiques[6].